# Abborrtjärnen (Lillhärdals socken, Härjedalen, 685458-142996)
Abborrtjärnen är en sjö i Härjedalens kommun i Härjedalen och ingår i Ljusnans huvudavrinningsområde.